# Francesco II della Ratta
Francesco II della Ratta (1370 – Taranto, 4 giugno 1399) è stato un nobile italiano, conte di Caserta e gran connestabile del Regno di Napoli.

## Biografia
Francesco della Ratta (da non confondersi con suo nonno Francesco I della Ratta) era il figlio di Luigi Antonio della Ratta, conte di Caserta, e Beatrice del Balzo. Alla morte di Luigi Antonio, avvenuta nel 1382, Francesco gli succedette come conte, continuando la politica antitetica del padre contro Carlo III d'Angiò-Durazzo, preferendo e appoggiando Luigi I d'Angiò-Valois, nell'ascesa al trono del Regno di Napoli. Fu promesso sposo nel 1365 di Agnese Sanseverino, figlia di Ruggero, conte di Mileto, da cui ricevette una dote di 1.500 ducati.
Nel mese di ottobre del 1382 prestò giuramento di fedeltà a Luigi, che era arrivato nel Regno di Napoli, ospitato a Maddaloni, con vari esponenti della famiglia Sanseverino. Mise in atto diverse azioni militari per conto di Luigi, come un ingente saccheggio nei dintorni di Napoli, avvenuto nel febbraio 1383. Margherita d'Angiò-Durazzo, vicaria del re Carlo III in sua assenza, decise di approfittare della lontananza del conte Francesco in battaglia in Puglia proprio contro il re, per assediare Caserta nell'estate del 1384, difesa dal fratello Sandolo. La regina colpì poi interi feudi nella Terra di Lavoro, costringendo Francesco a ritornare a Caserta: poco dopo, infatti, egli procurò ingenti danni e razzie nei possedimenti dei Durazzo, come nell'Abbazia di Montecassino, il cui abate era gran cancelliere della famiglia regnante.
Carlo III d'Angiò-Durazzo, in conflitto con papa Urbano VI, venne scomunicato nel gennaio 1385 e assediò il pontefice al castello di Nocera. Una delegazione condotta da Raimondo Orsini del Balzo, Francesco della Ratta ed altri conti, accolse la richiesta di aiuto del papa, che seppur fino ad allora ostile verso di loro (poiché obbedivano a Clemente VII), promise una cospicua ricompensa, nonché l'interesse comune di sconfiggere Carlo III.
Francesco della Ratta, con alcune armate angioine (Luigi I d'Angiò-Valois era già morto nel settembre 1384), tentò inutilmente in un primo momento di provocare una ribellione contro i Durazzo nella stessa Napoli e pose la loro base operativa presso Afragola, depredando i casali attorno a Napoli, Aversa ed Acerra. Infine decise di accamparsi con le truppe a Nocera e non riuscì a contrastare le forze attorno al castello, in una battaglia del marzo 1385, rimanendo così rifugiato, finché non riuscì a scappare a Scafati, ospitato dal nipote del papa, Francesco Prignano.
Carlo III partì per l'Ungheria e ricominciarono le azioni militari dei suoi nemici, comprese quelle di Francesco.
Il 5 agosto 1386 si accampò a Gugliano, facendo parte dell'esercito guidato da Tommaso IV Sanseverino, che assediò Napoli, consegnandola nelle mani di Louis de Montjoie, vicario di Luigi II d'Angiò-Valois. Venne nominato fra i governatori che amministrarono il Regno in attesa dell'arrivo del re. Nel 1394 venne nominato gran connestabile del Regno di Napoli.
Morì il 4 giugno 1399 nel castello di Taranto, che difendeva contro gli assalti di Ladislao d'Angiò-Durazzo.